# Defiant Life
Defiant Life ist ein Jazzalbum von Vijay Iyer und Wadada Leo Smith. Die 2024 im Auditorio Stelio Molo in Lugano entstandenen Aufnahmen erschienen am 21. März 2025 auf ECM Records.

## Hintergrund
Der Pianist Vijay Iyer spielte in den 2000er-Jahren in Wadada Leo Smith's Golden Quintet. Defiant Life ist nach A Love Sonnet for Billie Holiday das zweite Album des Duos, aufgenommen in zwei Tagen in einzelnen Takes im Konzertsaal der Radiotelevisione Svizzera in Lugano. Vor Beginn der Aufnahmesitzung diskutierten Iyer und Smith über den Zustand der Welt und die Geschichte der Befreiung, die einen Weg nach vorn weisen könnte. Im Mittelpunkt dieser Gespräche und des Albums steht „der nötige Widerstand gegen staatlich geförderte Gewalt“, notierte Matthew Blackwell. „Der Widerstandskämpfer weiß aus vollem Herzen, was richtig und was falsch ist, und lässt sich nicht dazu bringen, anders zu denken“, äußerte Smith in den Liner Notes. „Und dieser Widerstand entspricht seinem Handeln.“ Diese Idee beschäftigt Smith seit Jahrzehnten, insbesondere auf seinem bahnbrechenden Album Ten Freedom Summers, das wichtigen Anführern der Bürgerrechtsbewegung gewidmet ist.

## Titelliste
- Vijay Iyer/Wadada Leo Smith: Defiant Life (ECM 2840, ECM Records 753 0980)[2]

1. Prelude: Survival 3:25
2. Sumud 12:19
3. Floating River Requiem (Wadada Leo Smith) 6:28
4. Elegy: The Pilgrimage 12:45
5. Kite (Vijay Iyer) 8:22
6. Procession: Defiant Life 10:21

Wenn nicht anders vermerkt, stammen die Kompositionen von Vijay Iyer/Wadada Leo Smith.

## Rezeption
Das zweite Duo-Album von Pianist Vijay Iyer und Trompeter Wadada Leo Smith klinge düsterer und unheilvoller als sein Vorgänger A Cosmic Rhythm with Each Stroke aus dem Jahr 2017, wertete Phil Freeman (Steregum/Ugly Beauty). Smith stoße messerscharfe Töne aus, während Iyer zwischen akustischem und elektrischem Klavier wechselte. Dieses Album biete klanglich noch mehr Vielfalt als sein Vorgänger. Einige Stücke hätten den grüblerischen Charakter moderner Klassik, während „Floating River Requiem (For Patrice Lumumba)“ ein tiefes, bluesig angehauchtes Grollen sei. „Sumud“, eine zwölfminütige Klanglandschaft, biete sanfte elektronische Melodien, über die sich Smith auf eine virtuose Soloreise begibt, aber es gebe auch durchdringende elektronische Töne, die an den Nerven kratzen. Aufgenommen im Sommer 2024, sei dies düstere Musik, die gut zu dunklen Zeiten passe, obwohl ihre eindringliche Schönheit eher Trotz ausstrahle.
So leidenschaftlich beide Männer auch seien, so besäßen Pianist und Komponist Vijay Iyer und Trompeter und Komponist Wadada Leo Smith doch auch ein gesundes Ego, meint Doug Collette in All About Jazz. Dementsprechend würden Kollaborationen wie Defiant Life erfordern, dass jeder seine Fähigkeiten so einbringe, dass sie sich gegenseitig optimal ergänzen. Ihre gemeinsame Bescheidenheit trage wesentlich dazu bei, die inspirierende Verbindung zu festigen, die entsteht, wenn die beiden nicht nur zusammen spielen, sondern auch komponieren. Diese Verbindung zweier Seelen und des Intellekts von Vijay Iyer und Wadada Leo Smith sei zweifellos von Anfang bis Ende malerische Musik. Passend dazu verweise der ruhige, aber entschlossene Schluss „Procession: Defiant Life“ direkt auf die unerschütterliche Haltung, die dem Albumtitel zugrunde liegt, und damit auch auf das Ausmaß, in dem diese Denkweise die Musik durchdringe.
Die Meditationen des Duos über die Dunkelheit der Welt würden sofort im erschütternden Opener „Prelude: Survival“ deutlich: Smiths Trompete kämpfe und keuche; sobald sie Fahrt aufnehme, drehe sie sich nur noch im Kreis. Smiths und Iyers Intuition leite sie dann den Rest des Weges, schrieb Matthew Blackwell (Pitchfork Media). „Elegy: The Pilgrimage“ etwa sei geprägt von dissonantem Grollen und atmosphärischen Wellen. Abwechselnd – Smith kaum lauter als ein Flüstern, Iyer ruhig und vorsichtig – würden sie sich ihren Weg durch diese gespenstische, verwüstete Landschaft bahnen. Dann, wie aufs Stichwort, stimmten Trompete und Klavier in eine letzte Klage ein – eine spontane Auseinandersetzung mit der Trauer, die aus der unergründlichen, unauslöschlichen Verbindung der beiden entstehe.
Phillip Lutz vom Down Beat zufolge, der über die New Yorker Party zur Veröffentlichung des Albums berichtete, enthält Defiant Life sechs Stücke, die die Zuhörer herausfordern würden, schimmernde Schönheit mit erschütterndem Vorzeichen in Einklang zu bringen. Auf „Floating River Requiem (For Patrice Lumumba)“, bauten Iyers Flügel und Smiths offene Trompete langsam, aber zielstrebig ein Zwiegespräch auf, das die trotzigen, lebensbejahenden letzten Momente des kongolesischen Führers Patrice Lumumba beschwor, als dieser Anfang der 1960er Jahre seiner Hinrichtung durch das kolonialistische Katanga-Regime entgegensah. Iyers Komposition „Kite“, die er nach dem Tod von Refaat Alareer geschrieben hatte, der sich angeblich dem Befehl des israelischen Militärs widersetzt hatte, sein Haus in der Stadt Gaza zu verlassen, erlaube mit einem leichten Schweben von Smiths Trompete (mit elegischen, langen Tönen) und Iyers Rhodes (in den ätherischen Bereichen der oberen Tastatur), dass sich Zuhörer vorstellen können, dass sie in eine andere Ebene hinüberwechseln, wenn sie sich auflösen.
Das Album gelangte auf Position 8 der Halbjahresliste (1/2025) des Francis Davis Jazz Critics Poll.